# 第二次世界大戰對德國的戰略轟炸
第二次世界大戰期間同盟國對納粹德國與其盟友的歐洲佔領區進行了大規模的戰略轟炸，德國空軍在其政府所稱呼的「帝國保衛戰」（德語：Reichsverteidigung）中與盟軍轟炸機激烈地交戰，以防止後者破壞德國工業和軍備生產。同海上的大西洋戰役，這是一場單一而連續的戰鬥，橫貫了整場二次大戰的進程，也是人類空戰史上最長的戰鬥。戰鬥期間，數以千計的飛機於空中交戰，德國空軍戰鬥機部隊（Jagdwaffe）保衛其領空，其對抗之對象最初為英國皇家空軍轟炸機司令部，後由美國陸軍航空隊為主的大規模轟炸機機隊。
戰爭初期幾年，德軍輕易的擊敗了英軍的空中戰略攻勢，迫使皇家空軍轟炸司令部因人員傷亡慘重而在1939年停止晝間轟炸的行動。1943年，新加入對德轟炸作戰的美國陸軍航空隊也經歷了數次的慘痛失敗，甚至到該年10月被迫停止其作戰。英軍長期修整後重新建立了自己的轟炸機隊，改良了不少戰術與導航技巧，使其得以展開規模更大的戰略轟炸行動，並將損失率控制在可以接受的程度。1944年2月，美軍投入了新式戰鬥機P-51野馬戰鬥機，此武器有著能夠護衛轟炸機群至攻擊目標的超長航程，令德軍戰鬥機的截擊更為困難。1944年春，納粹德國的「國家防空」（Reichsluftverteidigung）能力已延伸到極限，德國空軍失去了制空權。1944年夏，德國空軍嚴重缺乏油料和訓練有素的飛行員。到了1945年，它已算不上是一支有效的軍事力量。
英國皇家空軍的夜間轟炸以及美軍的晝間轟炸對德國諸多城市、基礎設施和工業區造成毀滅性的破壞，導致其於1944年冬季經濟崩潰。至此，盟軍部隊已推進到德國本土邊境，但前者空軍仍繼續施以戰略轟炸直至1945年4月。1945年5月，德國無條件投降，「帝國保衛戰」才就此結束。

### 引用
1. ↑  Boog（2001年），第216-217页
2. ↑  Caldwell & Muller（2007年），第9页
3. 1 2 3 4 5  Beaumont（1987年），第13页
4. ↑  Boog（2001年），第180页
5. ↑  Hooton（1997年），第284页
6. ↑  MacIsaac（1976年），第9页
7. ↑  Frankland & Webster（2006年），第276页
8. ↑  Frankland & Webster（2006年），第268页，計1944年6到12月的數據。
9. ↑  Frankland & Webster（1961年），第253页，計1943年10月至1944年7月
10. 1 2  Cox（1998年），第155页
11. ↑  Cox（1998年），第115页